# Babak NickTalab
Babak NickTalab em farsi: بابک نیک طلب nascido em 30 de julho de 1967 é um poeta e escritor iraniano. Ele foi premiado com o Golden Cypress no 5º Festival Internacional do Amanhecer da Poesia e no 1º Prêmio Abbas Yamini Sharif. Ele foi chamado O pai da poesia adolescente persa

## Biografia pessoal
Babik Bab Taleb nasceu em 30 de julho de 1967 em Teerã. Ele começou a compor poesia aos 16 anos de idade. Seu primeiro livro independente foi publicado em 1992. Ele é especialista em literatura no Ministério da Educação iraniano, no Centro de Desenvolvimento Intelectual para Crianças e Adolescentes e no Conselho de Poesia e Música do Ministério da Cultura e Orientação .   Ele é um poeta da literatura infantil iraniana e foi chamado pai de um cântico para adolescentes iranianos.

## Alguns prêmios
- A primeira pessoa no Departamento de Poesia para Crianças e Adolescentes do 5º Festival Internacional de Poesia, Amanhecer 2010[4][5][6][7]
- Ele foi premiado com o Golden Cypress no 5º Festival Internacional do Amanhecer de Poesia Internacional 2010
- Primeiro vencedor do Prêmio Abbas Yamini Sharif em 2012 pelo Conselho do Livro Infantil do Irã [8][9]
- Vencedor do livro Sorush Najwan 1992[1][10]
- O Golden Tablet Festival O Quarto Festival do Livro do Centro de Desenvolvimento Intelectual para Crianças e Adolescentes